# Теорія мотивації Дугласа Мак-Грегора
Дуглас Мак-Грегор — американський соціальний психолог.
Народився у 1906 році. У 1935 році отримав ступінь доктора філософії у Гарвардському університеті, де потім здійснював викладацьку діяльність. У 1937 році перейшов до Массачусетського технологічного інституту, де став одним із організаторів відділення відносин між працівниками. З 1954 — перший професор-стипендіат Слоуна в Массачусетському технологічному інституті, де працював до самої смерті (1 жовтня 1964).
Його ідеї щодо управління були вперше опубліковані в його основній праці «The Human Side of Enterprise» («Людська сторона підприємства») у 1960. Вчення Мак-Грегора полягає у двох видах менеджменту персоналу, двох теоріях, Х та Y.

## Теорія Х
Теорія Х стверджує, що працівники мають вроджену схильність до ліні і уникатимуть роботи за найменшої можливості.
Як наслідок цього виникає необхідність ретельного контролю над працівниками. Для цього потрібна ієрархічна структура зі зниженою нормою управління (кількість працівників, що перебувають у безпосередньому підпорядкуванні менеджера)на кожному рівні.
Згідно з цією теорією головним мотиватором є гроші. Менеджери що використовують цей підхід стають перепоною на шляху до підвищення продуктивності персоналу та змінення їх морального духу.
Більшість керівників у 60-х роках XX століття підтримували цю теорію, схиляючись до авторитарного стилю, заснованого на загрозі покарання.

## Принцип «Гарячої плити»
В плані застосування покарань Дугласом Мак-Грегором було розроблено принцип «Гарячої плити», спрямований на максимізацію їх ефективності. Він базується на п'ятьох правилах:
1. Невідворотність.

Часто, щоб виразити своє невдоволення чиїмось вчинком керівник вичікує підходящого моменту. Нерідко це займає кілька днів, а можливо й тижнів. Через це підлеглий сприйматиме покарання як несправедливість, оскільки не розумітиме за що конкретно його було покарано. За принципом гарячої плити покарання має негайно слідувати проступку, оскільки обпікшись людина відсмикує руку негайно.
2. Суттєвість.

Керівники намагаються пом'якшити покарання з огляду на те, що помилку було вчинено вперше. Таким чином з кожним наступним випадком міра покарання зростатиме і процес виховання підлеглого перетвориться на привчання до покарань. Щоб запобігти цьому слід застосовувати однакову міру покарання незалежно від того в який раз було допущено помилку, оскільки плита обпікає щоразу однаково.
3. Локальність.

Керівники іноді залишають без уваги деякі проступки своїх підлеглих, виливаючи в момент накопичення критичної маси покарання за всі помилки. Покарання має відповідати обсягу проступку і виноситись лише а нього, оскільки плита опікає, лише руку, яка її торкається, а не все тіло.
4. Всеохоплюваність.

Інколи одних працівників карають за те, за що інші уникають покарання. Щоб не змушувати їх думати над тим чому так стається, слід виносити покарання за однакові проступки в однаковій мірі, оскільки плита обпікає кожного, хто її торкнеться.
5. Альтернативність.
Буває так, що керівник занадто захоплюється критикою вчинку підлеглого і забуває про необхідність вказати на правильний вихід з подібної ситуації. Це необхіно робити, оскільки обпікшись одного разу, людина запам'ятовує як цьому запобігти в майбутньому.

## Теорія Y
Теорія Y стверджує, що працівники мають амбіції та внутрішні стимули, прагнуть взяти на себе більше відповідальності і здійснювати самоконтроль та самоуправління. Вважається, що працівники отримують задоволення від своїх обов'язків, пов'язаних як з розумовою так і з фізичною працею.
Отож, виникає необхідність створення гнучкої системи, де пріоритетом будуть можливості для розвитку працівників, а не правила.
Мотиватором виступає задоволення від виконаної роботи, а не матеріальна винагорода.
Сучасні керівники підтримують цю теорію і займаються усуненням перешкод для розкриття потенціалу працівників.
Викладаючи ці теорії Мак-Грегор намагався довести, що керівникам слід позитивно ставитись до ініціативи підлеглих і можливостей які вони створюють.

## Теорія Z
Дуглас Мак-Грегор вів роботу над створенням теорії Z, яка б пов'язувала індивідуальні інтереси працівника з інтересами організації, проте його життя перервалось раніше ніж він зміг її завершити.
Незакінчену роботу продовжив його учень Вільям Оучі. Він використав її назву, щоб дати ім'я своїй книзі. В ній він виклав уроки японського стилю менеджменту, де як основні елементи виступали довічний найм, турбота про життя співробітників (в тому числі й соціальне), прийняття рішень на основі консенсусу, повільне кар'єрне зростання, добре налагоджені комунікаційні канали, вірність компанії і турбота про високу якість продукції.